# Alugu jezik
Alugu jezik (ISO 639-3: aub), sinotibetski jezik uže ngwi skupine, podskupine jugoistočnih ngwi jezika, koji se govori u kineskoj provinciji Yunnan na jugu okruga Gejiu i uz rijeku Honghe.
3,500 govornika (2007)

## Vanjske poveznice
- ISO 639-3 Registration Authority